# رالف بیسدورف
رالف بیسدورف (آلمانی: Ralf Bißdorf؛ زادهٔ ۱۵ مارس ۱۹۷۱) شمشیرباز اهل آلمان است.
وی همچنین برندهٔ جوایزی همچون برگ بوی نقره‌ای شده‌است.
وی در مسابقات کشوری و بین‌المللی در مجموع برندهٔ ۱ مدال نقره شده‌است.